# Longicoccus ashtarakensis
Longicoccus ashtarakensis är en insektsart som först beskrevs av Ter-grigorian 1964.  Longicoccus ashtarakensis ingår i släktet Longicoccus och familjen ullsköldlöss.
Artens utbredningsområde är Armenien. Inga underarter finns listade i Catalogue of Life.